# Asaha

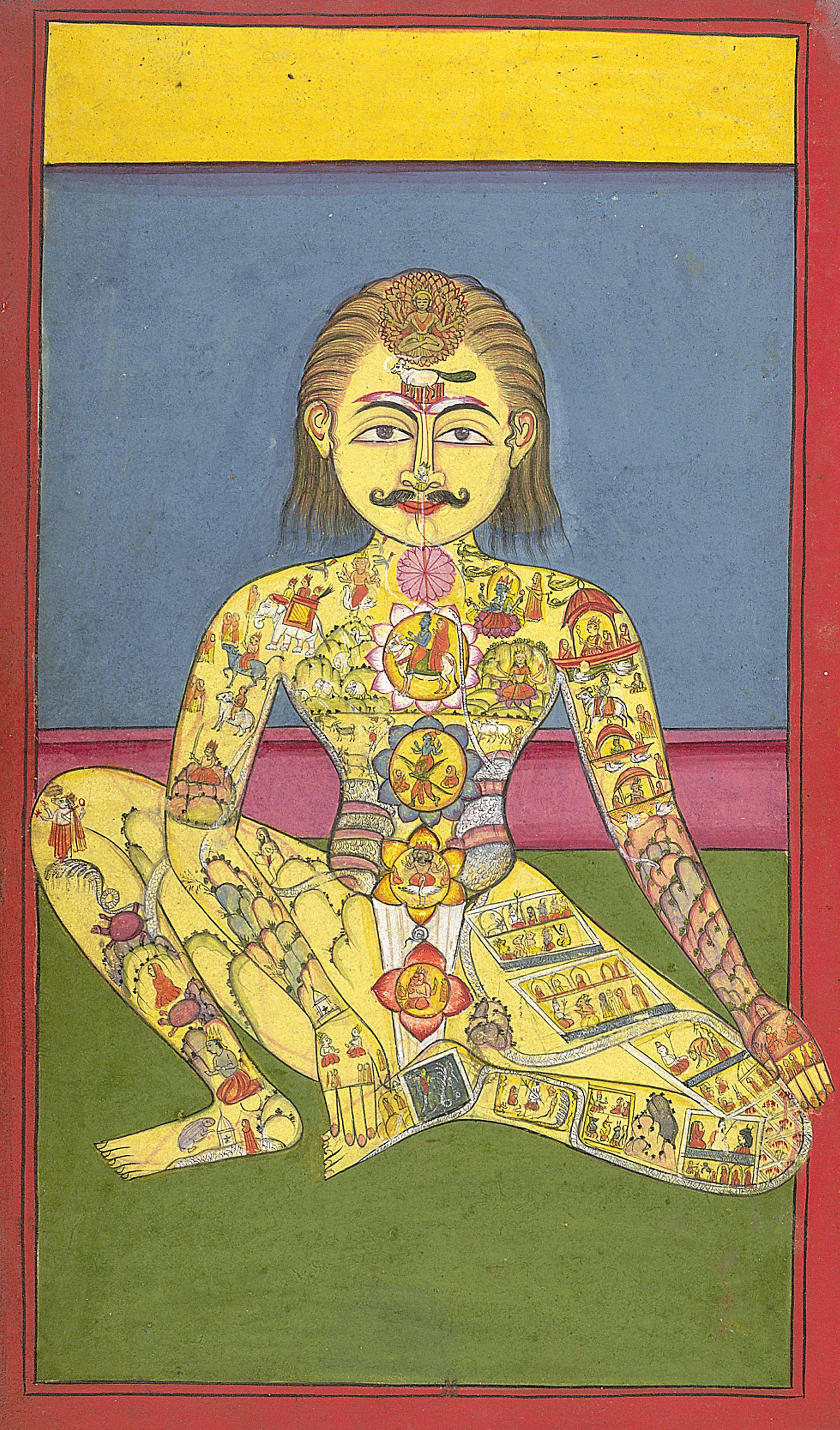
oude Tibetaanse kaart met de 7 Chakra's en de belangrijkste marmapunten

Asaha (Asaha-punt) is een marmapunt gelegen op de schouder. Marmapunten worden in Oosterse filosofieën gebruikt bij massage, yoga, reflexologie en reiki. Men gelooft dat een marmapunt op een nadi ligt en zo een uitwerking kan hebben op een bepaald lichaamsdeel, proces of emotie
| Asaha   | Asaha |
| ------- | --- |
| Positie | Asaha is gelegen op de bovenrand van de schouder, op het platte botgedeelte een vingerbreedte voor de schouderkom |
| Functie | dit punt heeft invloed op het zenuwstelsel                                                                        |